# 拇指山
拇指山是台北盆地東側的南港山系中的一座山峰，位在台北市信義區和南港區的交界處，海拔高320公尺。從台北市區看姆指山，狀似拇指擎天，因而得名。
姆指山是一座單面山，東坡較平緩，西坡則為陡坡，山頂由一大塊岩石構成，登頂之後四週無阻礙，展望甚佳，可望及整個台北盆地，及週圍的高山，山頂上有北市508號基點。
拇指山的登山路線有二，一是經由南港山縱走親山步道，沿南港山稜線行進，中途便可抵達拇指山；二是循著拇指山南面的樹梅古道而行，約莫半小時即可抵達山頂。樹梅古道的登山口位於研究院路四段的坑頭土地公旁，是一條未經修飾的原始林徑。步道兩旁蕨類植物繁多，途中尚有一供奉觀音的岩洞，被稱作「仙洞」。